# 인천서구녹청자박물관
인천서구녹청자박물관은 인천광역시 소재의 역사 박물관이다.